# ポンティアック・トランスポーテーション・センター
ポンティアック・トランスポーテーション・センター（英語：Pontiac Transportation Center）はミシガン州ポンティアック  ウッドワード・アヴェニュー51000にある駅。 全米各地を結ぶ旅客鉄道のアムトラックが乗り入れている。

## 概要
当駅（センター）はウォルバリン号の東の終着駅である。当駅は1983年に開業したが駅舎に構造上の欠陥が見つかり2008年に取り壊された。現在の駅舎は、2011年にミシガン州の包括的交通助成金を受け建て直された。中長距離バスはグレイハウンドの路線を継承したインディアン・トレイルズに乗車することができる。

## 利用可能な鉄道路線／列車
アムトラックの停車する列車は下記の通り。
シカゴとポンティアック間の昼行中距離列車ウォルバリン号… 1日2往復発着